# Баран в геральдике
Баран (овен, голова, рога) — естественная негеральдическая гербовая фигура.
Один из древнейших символических знаков и один из распространявшихся во всём мире эмблем. В силу некоторых исторических причин, значение знака, весьма существенно различаются у разных народов, а также зависят от конкретного вида изображаемой эмблемы (фигура, голова или рога).

## Блазонирование
Баран — указание на “фигуру славного Государя”. Серебряное изображение барана в красном поле щита, означает “честолюбие”, а золотое изображение в синем поле — “благородство в любви”. Баран чаще всего изображается "восстающим" (на двух задних ногах). Также весьма часто встречаются его урезанные изображения — одна голова с рогами, называемой — отсечённой, как в качестве фигуры герба, так и в эмблеме нашлемника. В цветовом изображении чаще всего встречаются: золото, серебро и червлень, реже чёрный.  Если рога и копыта отличаются по цвету от фигуры животного, то обязательно даются в описании герба.
Изображение белого барана в голубом поле гербового щита является современным гербом Фарерских островов, являющихся частью Дании и его изображение входит в государственный королевский герб Дании.
В русской геральдике, в родовых гербах русского дворянства, изображение идущего барана (с поднятой передней ногой) — как правило, говорящая эмблема соответствующей фамилии: Баранов, Баранцовы, Баранский, Баранецкий, Барановский (не не обязательно, что изображение "барана" присутствует в гербах).
В польской геральдике присутствует герб Юноша (герб Баран).

## Изображения

Юноша (герб)
Королевский герб Дании
Герб Фарерских островов
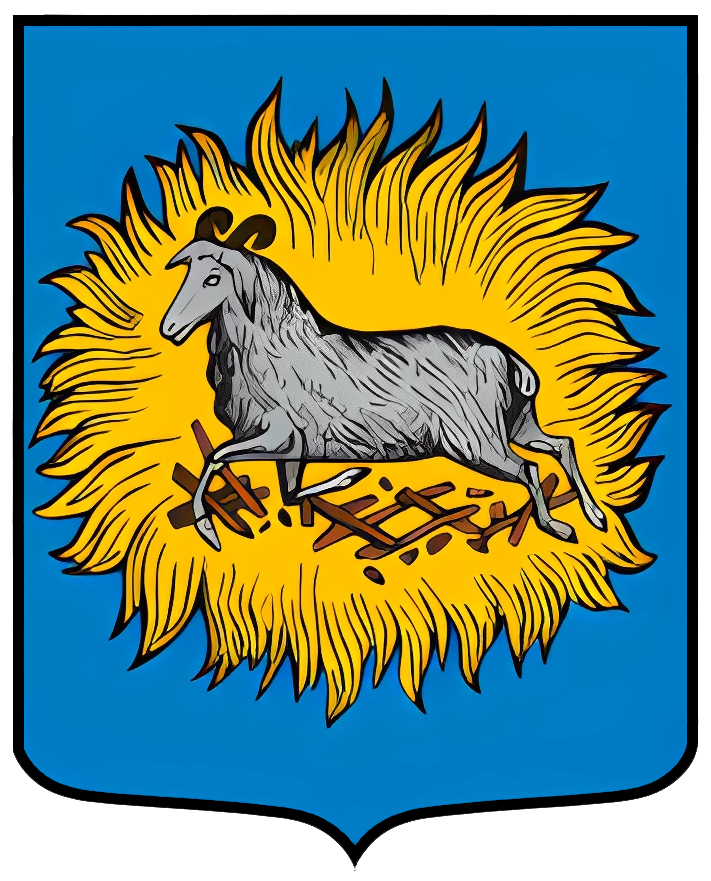
Герб Каргополя
Герб Евпатории